# Reynaldo
Reynaldo dos Santos Silva (ur. 24 sierpnia 1989 w Arapirace) – brazylijski piłkarz występujący na pozycji pomocnika.

## Kariera
Reynaldo karierę rozpoczynał w 2007 roku w zespole Náutico z Campeonato Brasileiro Série A. Grał tam przez rok. W 2008 roku przeszedł do belgijskiego klubu RSC Anderlecht. W Eerste klasse zadebiutował 1 sierpnia 2009 roku w wygranym 2:0 pojedynku z KV Kortrijk. W styczniu 2010 roku został wypożyczony do innego pierwszoligowca, Cercle Brugge. 30 stycznia 2010 roku w wygranym 2:1 spotkaniu z KV Mechelen strzelił pierwszego gola w Eerste klasse. Do Anderlechtu wrócił w połowie 2011 roku.
Na początku 2012 roku Reynaldo został wypożyczony do KVC Westerlo, także grającego w Eerste klasse. W połowie 2012 roku powrócił do Anderlechtu. W tym samym roku zdobył z nim Superpuchar Belgii. W 2015 roku, jako zawodnik klubu Qarabağ Ağdam, pojawił się na boisku w spotkaniu przeciwko Legii Warszawa zdobywając jedną z bramek. Miało to miejsce podczas zgrupowania w Turcji.